# Sonya Deville
Daria Rae Berenato, meglio conosciuta con il ring name Sonya Deville (Shamong, 24 settembre 1993), è una wrestler, ex artista marziale mista ed ex judoka statunitense.
In carriera ha detenuto una volta il Women's Tag Team Championship con Chelsea Green.

## Carriera nel wrestling

### WWE (2015–2025)

#### NXT(2015–2017)
Nell'estate del 2015 Daria Berenato ha partecipato alla sesta stagione del reality-show della WWE, Tough Enough, classificandosi al decimo posto.
Il 28 ottobre firma un contratto con la WWE, venendo mandata nel territorio di sviluppo di NXT. Il suo debutto avviene il 30 dicembre in un house show, dove combatte con il suo nome reale, venendo sconfitta da Nia Jax. La sua prima apparizione televisiva avviene nella puntata di NXT del 17 agosto 2016 dove lei, Alexa Bliss e Mandy Rose sconfiggono Carmella, Liv Morgan e Nikki Glencross, stabilendosi come heel.
A NXT del 3 maggio 2017 adotta ufficialmente il ring name Sonya Deville e partecipa ad una Battle Royal per determinare la prima contendente all'NXT Women's Championship di Asuka, dove però viene eliminata da Billie Kay e Peyton Royce. Nella puntata di NXT del 9 giugno, Sonya ottiene la sua prima vittoria in singolo sconfiggendo Lacey Evans. Nella puntata di NXT del 18 ottobre, Sonya affronta Ember Moon e Ruby Riot con in palio la possibilità di inserirsi nel Fatal 4-Way match per il vacante NXT Women's Championship al ppv NXT TakeOver: WarGames, ma il match viene vinto dalla Moon. Nel suo ultimo match in NXT prima del passaggio al roster principale, Sonya sfida Ember Moon per l'NXT Women's Championship, ma viene sconfitta.

#### Absolution (2017–2018)
Il 20 novembre 2017 a Raw, Deville si unisce a Mandy Rose e Paige nell'assalto a Sasha Banks, Bayley, Mickie James e Alexa Bliss. Una settimana dopo, il nome del trio fu rivelato essere "The Absolution". Sonya ebbe il proprio debutto televisivo nel main roster a Tribute to the Troops il 19 dicembre, dove l'Absolution sconfisse Bayley, Mickie James e Sasha Banks.
Il 28 gennaio 2018 alla Royal Rumble, Deville entra nel Royal Rumble match femminile con il numero 10, e viene eliminata da Michelle McCool dopo 6:41. Partecipa anche al primo Elimination Chamber match femminile al ppv Elimination Chamber del 25 febbraio, dove viene sconfitta dalla Bliss. In aprile, Paige si ritira dal ring a causa di infortuni al collo e diventa la general manager di SmackDown. Nella sua prima apparizione alla manifestazione, a WrestleMania 34, Deville partecipa alla WrestleMania Women's Battle Royal, che viene vinta da Naomi.

#### Fire & Desire (2018–2020)
Per effetto del draft, sia Deville sia Rose passano a SmackDown, ma Paige dichiara che non riceveranno nessun trattamento speciale e che l'Absolution è finita. Nel corso dell'estate, Deville e Rose formano il tag team denominato Fire & Desire. Il 28 ottobre Deville prende inoltre parte al primo evento pay-per-view tutto al femminile, Evolution, lottando in una battle royal dove viene eliminata proprio da Rose.
Poco tempo dopo Fastlane, il lento processo di dissoluzione della coppia Deville-Rose prosegue quando entrambe sono accidentalmente causa di rispettive sconfitte contro la campionessa SmackDown Women's Asuka. Il 17 febbraio all'evento Elimination Chamber, Rose e Deville prendono parte al six-team Elimination Chamber match per l'assegnazione del WWE Women's Tag Team Championship, dove vengono eliminate da Bayley & Sasha Banks. Quindi Rose lotta nel Money in the Bank ladder match all'omonimo pay-per-view. Deville, a bordo ring durante il match, cerca di aiutare Rose a vincere il match, tuttavia, è Bayley ad aggiudicarsi la valigetta. Il 3 settembre a SmackDown, Rose & Deville sconfiggono Alexa Bliss & Nikki Cross guadagnandosi l'opportunità di una title shot per il Women's Tag Team Championship a Clash of Champions. All'evento, le due non riescono a conquistare le cinture.

#### Faida con Mandy Rose (2020–2021)
Dopo che Rose viene inserita in un angle che prevede un triangolo amoroso con Otis e Dolph Ziggler, viene rivelato nell'episodio del 3 aprile di SmackDown che Deville sta lavorando con Ziggler per tenere Otis lontano da Rose. Deville ha poi accompagnato Ziggler al suo match contro Otis a WrestleMania 36 il 5 aprile, durante il quale è stata attaccata da Rose, che si allea con Otis. Nell'episodio del 22 maggio di SmackDown Deville e Ziggler sconfiggono Otis e Rose in un tag team match. A luglio, Deville attacca Rose nel backstage e le taglia i capelli. Il mese successivo, nella resa dei conti Sonya perde contro Rose in un No Disqualification Loser Leaves match all'evento SummerSlam.

#### WWE Official (2021–2022)
Nella puntata di SmackDown del 1º gennaio 2021 Sonya Deville ha fatto il suo ritorno dopo oltre quattro mesi, diventando l'assistente di Adam Pearce come figura di autorità. Nella puntata di Raw del 9 maggio 2022 Adam Pearce ha annunciato che il suo ruolo di figura di autorità era terminato, tornando dunque ad essere una superstar WWE (successivamente venne sconfitta in pochi minuti dalla rientrante Alexa Bliss). Nella puntata di Raw del 16 maggio Sonya venne sconfitta per la seconda volta da Alexa (dopo che la Deville ha tentato di distrarre l'arbitro rimuovendo il cuscinetto all'angolo).

#### Alleanza con Chelsea Green (2023)
Dopo aver cercato di conquistare il Raw Women's Championship senza successo contro Bianca Belair nel 2022, il 28 gennaio, alla Royal Rumble, partecipò al Women's Royal Rumble match entrando col numero 27 e venendo eliminata da Asuka. Combatté a SmackDown il 10 febbraio facendo coppia con Chelsea Green e perdendo contro Liv Morgan e Raquel Rodriguez.
Il 29 aprile, per effetto del Draft, venne assegnata al roster di Raw. Nella puntata di Raw del 17 luglio Deville e Chelsea Green prevalsero su Liv Morgan e Raquel Rodriguez vincendo così il Women's Tag Team Championship. Il 14 agosto, a Raw, Piper Niven prese di prepotenza il posto dell'infortunata Deville, diventando la nuova compagna di Green e nuova detentrice del Women's Tag Team Championship.

## Carriera nelle arti marziali miste
| Risultato | Record | Avversario     | Metodo                           | Evento                                | Data            | Round | Tempo | Città       | Note   |
| --------- | ------ | -------------- | -------------------------------- | ------------------------------------- | --------------- | ----- | ----- | ----------- | ------ |
| Sconfitta | 2-1    | Jasmine Pouncy | Decisione (unanime)              | University of MMA: Fight Night 9      | 8 marzo 2015    | 3     | 6:00  | Los Angeles | [ 35 ] |
| Vittoria  | 2-0    | Jeselia Perez  | KO tecnico (pugni)               | CFL HD 2: Bitter Rivals               | 7 febbraio 2015 | 2     | 2:00  | Victorville | [ 36 ] |
| Vittoria  | 1-0    | Allenita Perez | Sottomissione (guillotine choke) | CFL HD 1: Mavericks, No Guts No Glory | 11 ottobre 2014 | 3     | 1:10  | Adelanto    | [ 37 ] |

## Vita privata
Durante il primo episodio dell'ultima stagione di WWE Tough Enough, ha dichiarato pubblicamente la propria omosessualità.
Il 16 agosto 2020 è stata vittima di un tentato rapimento da parte di uno stalker all'interno della sua abitazione, nella quale si trovava con la sua collega Mandy Rose. Secondo quanto riportato da F4WOnline e da altre fonti americane, lo stalker (il cui nome è Phillip A. Thomas) si sarebbe introdotto in casa della Berenato armato, rompendo una porta a vetri e facendo scattare l'allarme, grazie al quale la lottatrice (che era andata a dormire da poco) si sarebbe accorta dell'intruso e sarebbe riuscita a fuggire assieme alla sua collega, chiamando successivamente il 911. L'aggressore è stato poi arrestato.

## Personaggio

### Mosse finali

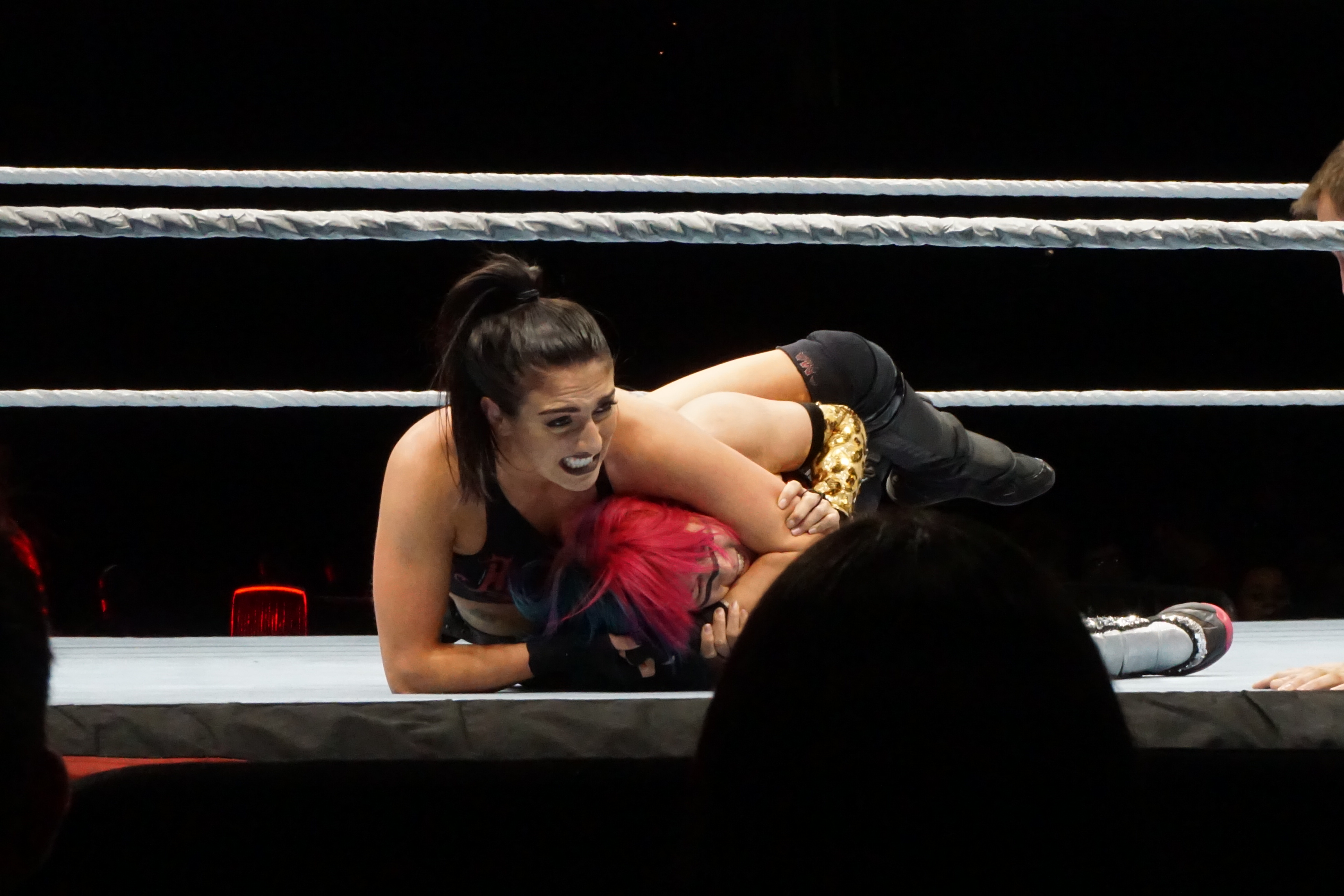
Sonya Deville mentre applica una Headlock su Asuka

- Deville's Advocate (Snap Swinging Neckbreaker) – 2021–presente
- Square-Up Kick (Step-up Enzuigiri)
- Triangle armbar
- Hellevator (Vertical suplex slam)

### Soprannomi
- "The Jersey Devil"

## Titoli e riconoscimenti
- Pro Wrestling Illustrated
  - 56ª tra le 100 migliori wrestler femminili nella PWI Women's 100 (2020)[41]

- Sports Illustrated
  - 21ª tra le 30 migliori wrestler femminili (2018)[42]

- WWE
  - WWE Women's Tag Team Championship (1) – con Chelsea Green